# 42. Primetime Emmy-gála
A 42. Primetime Emmy-gála során az 1989 és 1990 között főműsoridőben bemutatott, amerikai televíziós programokat értékelték. A jelölteket az Academy of Television Arts & Sciences választotta ki. A Los Angeles-i Pasadena Civic Auditoriumben tartott ceremóniát a Fox tűzte műsorra 1990. szeptember 16-án. A műsor házigazdái Candice Bergen, Jay Leno és Jane Pauley voltak. A ceremónia során három fő kategóriában is döntetlen lett a végeredmény, ez a legtöbb ami egy gála során valaha kialakult. A gálához készült egy videó, amiben A Simpson család szereplői adják át a legjobb férfi főszereplő (vígjátéksorozat) kategória díját, ez az animáció felkerült a sorozat 2. évadának DVD kiadására.

## Győztesek és jelöltek
A nyertesek félkövérrel jelölve.

### Műsorok
| Legjobb vígjátéksorozat | Legjobb drámasorozat |
| --- | --- |
| - Murphy Brown (CBS) - Cheers (NBC) - Designing Women (CBS) - Öreglányok (NBC) - The Wonder Years (ABC)                                                                  | - L.A. Law (NBC) - China Beach (ABC) - Quantum Leap – Az időutazó (NBC) - Thirtysomething (ABC) - Twin Peaks (ABC)                                                                             |
| Legjobb varietésorozat | Legjobb varieté különkiadás |
| - In Living Color (Fox) - The Arsenio Hall Show (szindikált sugárzás) - Late Night with David Letterman (NBC) - Saturday Night Live (NBC) - The Tracey Ullman Show (Fox) | - Sammy Davis Jr. 60th Anniversary Celebration (ABC) - 43. Tony-gála (CBS) - 62. Oscar-gála (ABC) - The Best of 'The Tracey Ullman Show' (Fox) - Billy Crystal: Midnight Train to Moscow (HBO) |
| Legjobb tévéfilm | Legjobb minisorozat |
| - Caroline? (CBS) - Oroszlánbarlang (CBS) - The Final Days (ABC) - A Killing in a Small Town (CBS) - Murder in Mississippi (NBC)                                         | - Drug Wars: The Camarena Story (NBC) - Blind Faith (NBC) - Kémek családja (CBS) - The Kennedys of Massachusetts (ABC) - Ártatlan áldozatok (ABC)                                              |

### Színészek

#### Főszereplők
| Legjobb férfi főszereplő (vígjátéksorozat) | Legjobb női főszereplő (vígjátéksorozat) |
| --- | --- |
| - Ted Danson (Sam Malone) - Cheers (NBC) (Epizód: "Cry Harder") - John Goodman (Dan Conner) - Roseanne (ABC) (Epizód: "Régi szép idők") - Richard Mulligan (Dr. Harry Weston) - Empty Nest (NBC) (Epizód: "Still Growing After All These Years") - Craig T. Nelson (Hayden Fox) - Coach (ABC) (Epizód: "If Keith Jackson Calls, I'll Be At My Therapist's") - Fred Savage (Kevin Arnold) - The Wonder Years (ABC) (Epizód: "Good-bye") | - Candice Bergen (Murphy Brown) - Murphy Brown (CBS) (Epizód: "Brown Like Me") - Kirstie Alley (Rebecca Howe) - Cheers (NBC) (Epizód: "The Improbable Dream, Part I") - Blair Brown (Molly Dodd) - The Days and Nights of Molly Dodd (Lifetime) - Delta Burke (Suzanne Sugarbaker) - Designing Women (CBS) (Epizód: "They Shoot Fat Women, Don't They?") - Betty White (Rose Nylund) - Öreglányok (NBC) (Epizód: "Rose Fights Back") |
| Legjobb férfi főszereplő (drámasorozat) | Legjobb női főszereplő (drámasorozat) |
| - Peter Falk (Columbo) - Columbo (ABC) (Epizód: "Egy falatka sajt") - Scott Bakula (Sam Beckett) - Quantum Leap – Az időutazó (NBC) - Robert Loggia (Nick Mancuso) - Mancuso, FBI (NBC) - Kyle MacLachlan (Dale Cooper) - Twin Peaks (ABC) - Edward Woodward (Robert McCall) - The Equalizer (CBS) | - Patricia Wettig (Nancy Krieger Weston) - Thirtysomething (ABC) (Epizód: "The Other Shoe") - Dana Delany (Colleen McMurphy) - China Beach (ABC) - Jill Eikenberry (Ann Kelsey) - L.A. Law (NBC) - Angela Lansbury (Jessica Fletcher) - Gyilkos sorok (CBS) - Piper Laurie (Catherine Martell) - Twin Peaks (ABC) |
| Legjobb férfi főszereplő (minisorozat vagy különkiadás) | Legjobb női főszereplő (minisorozat vagy különkiadás) |
| - Hume Cronyn (John Cooper) - Age-Old Friends (HBO) - Michael Caine (Dr. Henry Jekyll / Mr. Edward Hyde) - Jekyll és Hyde (ABC) - Art Carney (Az apa) - Ahol a galambok meghalnak (NBC) - Albert Finney (Jason Cromwell) - Mindennek ára van (HBO) - Tom Hulce (Mickey Schwerner) - Murder in Mississippi (NBC) | - Barbara Hershey (Candy Morrison) - A Killing in a Small Town (CBS) - Farrah Fawcett (Diane Downs) - Ártatlan áldozatok (ABC) - Christine Lahti (Zan Cooper) - No Place Like Home (CBS) - Annette O’Toole (Rose Fitzgerald Kennedy) - The Kennedys of Massachusetts (ABC) - Lesley Ann Warren (Barbara Walker) - Kémek családja (CBS) - Alfre Woodard (Mary Thomas) - A Mother's Courage: The Mary Thomas Story (ABC)               |

#### Mellékszereplők
| Legjobb férfi mellékszereplő (vígjátéksorozat) | Legjobb női mellékszereplő (vígjátéksorozat) |
| --- | --- |
| - Alex Rocco (Al Floss) - The Famous Teddy Z (CBS) (Epizód: "Pilot", "Teddy Sells His House", "Agent of the Year") - Kelsey Grammer (Dr. Frasier Crane) - Cheers (NBC) (Epizód: "The Stork Brings a Crane", "Severe Crane Damage", "The Ghost and Mrs. Lebec") - Woody Harrelson (Woody Boyd) - Cheers (NBC) (Epizód: "Woody or Won't He", "50–50 Carla", "Loverboyd") - Charles Kimbrough (Jim Dial) - Murphy Brown (CBS) (Epizód: "Anchors Away", "Roasted", "On the Road Again") - Jerry Van Dyke (Luther Van Dam) - Coach (ABC) (Epizód: "If a Coach Falls in the Woods", "Coaches Conference", "Homewreckers") | - Bebe Neuwirth (Lilith Crane) - Cheers (NBC) (Epizód: "The Stork Brings a Crane", "Severe Crane Damage", "The Ghost and Mrs. Lebec") - Julia Duffy (Stephanie Vanderkellen) - Newhart (CBS) (Epizód: "Cupcake in a Cage", "Lights, Camera, Contractions!", "Seein' Double") - Faith Ford (Corky Sherwood) - Murphy Brown (CBS) (Epizód: "And the Whiner Is...", "Bad Girls", "Going to the Chapel") - Estelle Getty (Sophia Petrillo) - Öreglányok (NBC) (Epizód: "Sick and Tired", "Not Another Monday", "Clinton Avenue Memoirs") - Rhea Perlman (Carla Tortelli) - Cheers (NBC) (Epizód: "Death Takes a Holiday on Ice", "50–50 Carla", "The Ghost and Mrs. Lebec")                                                                               |
| Legjobb férfi mellékszereplő (drámasorozat) | Legjobb női mellékszereplő (drámasorozat) |
| - Jimmy Smits (Victor Sifuentes) - L.A. Law (NBC) (Epizód: "The Unsterile Cuckoo", "Blood, Sweat and Fears") - Timothy Busfield (Elliot Weston) - Thirtysomething (ABC) - Larry Drake (Benny Stulwicz) - L.A. Law (NBC) - Richard Dysart (Leland McKenzie Jr.) - L.A. Law (NBC) - Dean Stockwell (Al Calavicci) - Quantum Leap – Az időutazó (NBC) | - Marg Helgenberger (KC Kolowski) - China Beach (ABC) (Epizód: "The Unquiet Earth", "Skin Deep", "Nightfall") - Sherilyn Fenn (Audrey Horne) - Twin Peaks (ABC) (Epizód: "Első rész – Északnyugati kisváros", "Harmadik rész – Zen, avagy a gyilkosfogás művészete", "Hetedik rész – A ráeszmélés ideje") - Melanie Mayron (Melissa Steadman) - Thirtysomething (ABC) (Epizód: "Mr. Right", "Strangers", "Good Sex, Bad Sex, What Sex, No Sex") - Diana Muldaur (Rosalind Shays) - L.A. Law (NBC) (Epizód: "The Pay's Lousy, But the Tips Are Great", "Whatever Happened to Hannah?", "Watts a Matter?") - Susan Ruttan (Roxanne Melman) - L.A. Law (NBC) (Epizód: "The Good Human Bar", "Bang... Zoom... Zap", "Forgive Me Father, For I Have Sued") |
| Legjobb férfi mellékszereplő (minisorozat vagy különkiadás) | Legjobb női mellékszereplő (minisorozat vagy különkiadás) |
| - Vincent Gardenia (Michael Aylott) - Age-Old Friends (HBO) - Ned Beatty (Cornelius van Horne) - Tom egyedül vág neki (Family Channel) - Brian Dennehy (Ed Reivers) - A Killing in a Small Town (CBS) - Anthony Hopkins (Abel Magwitch) - Szép remények (Disney) - James Earl Jones (Alice) - Bombaveszély (HBO) - Max von Sydow (Szaz) - Vörös király, fehér lovag (HBO) | - Eva Marie Saint (Lil Van Degan Altemus) - A felső tízezer (NBC) - Stockard Channing (Liz Sapperstein) - Tökéletes tanú (HBO) - Colleen Dewhurst (Hepzibah) - Az öreg ház titka (Disney) - Swoosie Kurtz (Joanne Winstow-Darvish) - Mindennek ára van (HBO) - Irene Worth (Dolly Keeling) - The Shell Seekers (ABC) |

#### Egyedülálló alakítások
| Legjobb egyedülálló alakítás varieté vagy zenés műsorban |
| --- |
| - Tracey Ullman — The Best of 'The Tracey Ullman Show' (Fox) - Dana Carvey — Saturday Night Live (NBC) - Billy Crystal — Billy Crystal: Midnight Train to Moscow (HBO) - Julie Kavner — The Tracey Ullman Show (Fox) - Angela Lansbury — 43. Tony-gála (CBS) |

### Rendezők
| Legjobb rendező (vígjátéksorozat) | Legjobb rendező (drámasorozat) |
| --- | --- |
| - The Wonder Years (ABC) (Epizód: "Good-bye") — Michael Dinner - Cheers (NBC) (Epizód: "The Improbable Dream, Part I") — James Burrows - Designing Women (CBS) (Epizód: "They Shoot Fat Women, Don't They?") — Harry Thomason - The Famous Teddy Z (CBS) (Epizód: "Pilot") — Hugh Wilson - Öreglányok (NBC) (Epizód: "Triple Play") — Terry Hughes - Murphy Brown (CBS) (Epizód: "Brown Like Me") — Barnet Kellman | - Equal Justice (ABC) (Epizód: "Promises to Keep") — Thomas Carter - Thirtysomething (ABC) (Epizód: "The Go-Between") — Scott Winant - L.A. Law (NBC) (Epizód: "The Last Gasp") — Rick Wallace - L.A. Law (NBC) (Epizód: "Noah's Bark" — Win Phelps - Twin Peaks (ABC) (Epizód: "Első rész – Északnyugati kisváros") — David Lynch |
| Legjobb rendező (varietésorozat vagy különkiadás) | Legjobb rendező (minisorozat vagy különkiadás) |
| - The Kennedy Center Honors: A Celebration of the Performing Arts (CBS) — Dwight Hemion - 62. Oscar-gála (ABC) — Chuck Workman - Billy Crystal: Midnight Train to Moscow (HBO) — Paul Flaherty - The Jim Henson Hour (NBC) (Epizód: "The Song of the Cloud Forest") — Jim Henson - Sammy Davis Jr. 60th Anniversary Celebration (ABC) — Jeff Margolis                                                              | - Caroline? (CBS) — Joseph Sargent - Do You Know the Muffin Man? (CBS) — Gilbert Cates - The Final Days (ABC) — Richard Pearce - The Kennedys of Massachusetts (ABC) — Lamont Johnson - A Killing in a Small Town (CBS) — Stephen Gyllenhaal                                                                                       |

### Forgatókönyvírók
| Legjobb forgatókönyv (vígjátéksorozat) | Legjobb forgatókönyv (drámasorozat) |
| --- | --- |
| - The Wonder Years (ABC) (Epizód: "Good-bye") — Bob Brush - Cheers (NBC) (Epizód: "Death Takes a Holiday on Ice") — Ken Levine, David Isaacs - The Famous Teddy Z (CBS) (Epizód: "Pilot") — Hugh Wilson - Murphy Brown (CBS) (Epizód: "Brown Like Me") — Diane English - Newhart (CBS) (Epizód: "The Last Newhart") — Mark Egan, Mark Solomon, Bob Bendetson | - L.A. Law (NBC) (Epizód: "Blood, Sweat and Fears") — David E. Kelley - L.A. Law (NBC) (Epizód: "Bang... Zoom... Zap") — David E. Kelley, William M. Finkelstein - Thirtysomething (ABC) (Epizód: "The Go-Between") — Joseph Dougherty - Twin Peaks (ABC) (Epizód: "Első rész – Északnyugati kisváros") — Mark Frost, David Lynch - Twin Peaks (ABC) (Epizód: "Negyedik rész – Nyugodj fájdalomban") — Harley Peyton |
| Legjobb forgatókönyv (varietésorozat vagy különkiadás) | Legjobb forgatókönyv (minisorozat vagy különkiadás) |
| - Billy Crystal: Midnight Train to Moscow (HBO) - The Tracey Ullman Show (Fox) (Epizód: "I Hate Paris") - In Living Color (Fox) (Epizód: "Pilot") - Late Night with David Letterman (Epizód: "8th Anniversary Special") (NBC) - Saturday Night Live (NBC) | - Andre's Mother (PBS) — Terrence McNally - Caroline? (CBS) — Michael De Guzman - The Final Days (ABC) — Hugh Whitemore - The Incident (CBS) — Michael Norell, James Norell - The Kennedys of Massachusetts (ABC) — William Hanley |

## Fordítás
- Ez a szócikk részben vagy egészben  a(z)   42nd Primetime Emmy Awards című angol Wikipédia-szócikk fordításán alapul.  Az eredeti cikk szerkesztőit annak laptörténete sorolja fel. Ez a jelzés csupán a megfogalmazás eredetét és a szerzői jogokat jelzi, nem szolgál a cikkben szereplő információk forrásmegjelöléseként.